# قشلاق خورشا سفلی (ورزقان)
قشلاق خورشا سفلی یکی از روستاهای استان آذربایجان شرقی است که در دهستان دیزمار مرکزی بخش خاروانا شهرستان ورزقان واقع شده‌است.